# 伊朗共产党
伊朗共产党（羅馬化：Ḥezb-e komūnīst-e Iran）是伊朗历史上的一个共产主义政党。1916年（一说1917年6月），居住在俄罗斯巴库的伊朗移民建立正义党。1917年十月革命后，正义党成员返回伊朗参加人民解放斗争。1920年6月22日，正义党在吉兰省安扎利港召开第一次代表大会，改组为伊朗共产党，并通过党的纲领和章程，决定支持穆尔扎·库切克·汗领导的伊朗社会主义苏维埃共和国政府，建立一切革命力量的统一战线，反对国王、外国帝国主义者、买办和大封建主。哈伊达尔·汗·阿穆奥克为该党的创始人之一。不久，加入共产国际。1921年，随着波斯社会主义苏维埃共和国政府瓦解，该党遭到伊朗沙阿礼萨汗的镇压，党组织瘫痪，成员转入地下活动。第二次世界大战后，在苏联的支持下，前伊朗共产党党员在伊朗北部苏联驻军区重建党组织，称伊朗人民党。